# Isabella Petrozzani
Isabella Petrozzani (Mantova, ... – XVI secolo) è stata una nobildonna italiana.

## Biografia
Isabella nacque nella nobile famiglia mantovana Petrozzani.
Fu l'amante del cardinale Ercole Gonzaga, dal quale ebbe un figlio, Giulio Cesare, nato nel 1557. Nel 1575, dodici anni dopo la morte del prelato, la Petrozzani depositò una causa a nome del figlio, destinata a riconoscere la paternità di Ercole, che il cardinale non aveva mai riconosciuto formalmente e al quale non aveva lasciato nulla in eredità. Secondo le testimonianza di suor Anna ed suor Eleonora (figlie naturali del cardinale Ercole) avevano fatto apertamente riferimento al ragazzo come figlio del padre. Suor Anna ottenne nel 1563 con breve di papa Pio IV, il riconoscimento di tutela.